# Mencui
Mencui es una localidad española del municipio leridano de Soriguera, en la comunidad autónoma de Cataluña.

## Historia
A mediados del siglo XIX, el lugar contaba con una población censada de 49 habitantes. La localidad aparece descrita en el undécimo volumen del Diccionario geográfico-estadístico-histórico de España y sus posesiones de Ultramar de Pascual Madoz de la siguiente manera:

MENCUY: l. con ayunt. de la prov. de Lérida (27 1/2 horas), part. jud. de Sort (6), aud. terr. y c. g. de Barcelona (48), dióc. de Seo de Urgel (13): sit. en la falda de una montaña de 2 horas de subida, donde el clima es frip y reinan los vientos del N. y E., padeciéndose algunas inflamaciones. Se compone de 12 casas y una igl. (San Clemente), aneja de la parr. de Estach; con cuya matriz confina el térm. por el N. (1 hora); E. Escás (1); S. Selluy (1 1/2), y O. Anchs (1): brotando en él muchas fuentes de agua de buena calidad. El terreno es montañoso y pedregoso, y su parte monte que está hácia el S., se encuentra casi desp.: los caminos dirigen á Sort y Guerri en mal estado: recibiendo la correspondencia de este último punto. prod.: centeno, no muchas patatas y algunas legumbres para consumo de los vec.; cria ganado lanar y cabrio, y caza de perdices y conejos. comercio: la esportacion del ganado lanar y cabrio, e importacion de vino y aceite del interior de la prov. pobl.: 6 vec., 49 alm. riqueza imp.: 7,873 contr. el 14'48 por 100 de esta riqueza.
(Madoz, 1848, p. 370)

En 2019 contaba con 11 habitantes.